# Taunton & District Saturday Football League
Taunton & District Saturday Football League är en engelsk fotbollsliga baserad i Somerset. Den har tre divisioner och toppdivisionen Division 1 ligger på nivå 14 i det engelska ligasystemet.
Ligan är en matarliga till Somerset County Football League.

## Mästare
| Säsong  | Division 1        | Division 2           | Division 3      | Division 4       |
| ------- | ----------------- | -------------------- | --------------- | ---------------- |
| 2006/07 | Porlock           | Staplegrove Reserves | Wyvern Reserves | Hemyock          |
| 2007/08 | Bridgwater Sports | Dulverton Town       | Predators       | Old Inn          |
| 2008/09 | Bridgwater Sports | Staplegrove          | Wembdon         | Appletree        |
| 2009/10 | Highbridge Town   | Bishops Lydeard      | North Petherton | Porlock Reserves |
| 2010/11 | Porlock           | Civil Service        | Wembdon Saints  | Hamilton Hawks   |

Källa: FA Full-Time